# 世界圍棋名人爭霸戰
世界圍棋名人爭霸戰由人民日報社、中國圍棋協會主辦，湖南省體育局和常德市人民政府於2010年創辦。参赛棋手分别是中国围棋名人战、韩国围棋名人战和日本围棋名人战冠军，是16年前中断的中日名人对抗赛的发扬。进行三轮淘汰赛，首先抽签轮空一人；第二轮比赛由首轮败者对阵轮空者；第三轮决赛由前两轮胜者对阵，最后的胜者将获得世界围棋名人称号。比賽總獎金為60萬元人民幣，冠軍30萬元、亞軍20萬元、季軍10萬元。

## 第一届世界圍棋名人爭霸戰（2010年）
首屆“中國·常德杯”世界圍棋名人爭霸戰將於2010年7月23日至28日在湖南省常德市舉行。參賽棋手為中、日、韓三國目前的名人頭銜得主，中國的古力九段、日本的井山裕太九段、韓國的李昌鎬九段。
| 时间    | 局次   | 棋手   | 结果           | 棋手     | 註釋                         |
| ------- | ------ | ------ | -------------- | -------- | ---------------------------- |
| 7月24日 | 第一輪 | 李昌鎬 | 執黑中盘勝     | 古力     | 井山裕太輪空，李昌鎬進入決賽 |
| 7月25日 | 第二輪 | 古力   | 执白2又1/4子勝 | 井山裕太 | 古力進入決賽                 |
| 7月27日 | 決賽   | 古力   | 执黑3/4子勝    | 李昌鎬   |                              |

## 第二届世界圍棋名人爭霸戰（2011年）
| 年份 | 冠军   | 亚军   | 季军     |
| ---- | ------ | ------ | -------- |
| 2011 | 朴永训 | 江维杰 | 井山裕太 |

- 8月17日 朴永训胜井山裕太
- 8月19日 江维杰胜井山裕太
- 8月20日 江维杰负朴永训

## 第三届世界圍棋名人爭霸戰（2012年）
| 年份 | 冠军   | 亚军   | 季军     |
| ---- | ------ | ------ | -------- |
| 2012 | 江维杰 | 朴永训 | 山下敬吾 |

- 9月10日 朴永训九段胜江维杰九段
- 9月11日 江维杰九段胜山下敬吾九段
- 9月13日 江维杰九段胜朴永训九段

## 第四届世界圍棋名人爭霸戰（2015年）
| 年份 | 冠军   | 亚军     | 季军   |
| ---- | ------ | -------- | ------ |
| 2015 | 陈耀烨 | 井山裕太 | 朴永训 |

- 1月5日 井山裕太九段胜朴永训九段
- 1月6日 陈耀烨九段胜朴永训九段
- 1月8日 陈耀烨九段胜井山裕太九段

## 第五届世界圍棋名人爭霸戰（2018年）
在云南保山进行。
| 年份 | 冠军   | 亚军 | 季军     |
| ---- | ------ | ---- | -------- |
| 2018 | 李世石 | 连笑 | 井山裕太 |

- 1月8日 连笑执白中盘胜井山裕太
- 1月9日 李世石执黑中盘胜井山裕太
- 1月10日 李世石执黑中盘胜连笑